# Lancia LC1
La Lancia LC1 era una vettura da competizione (tipo sportprototipo) costruita dalla Lancia per competere nella stagione 1982 del Campionato Mondiale Sportprototipi.

## Storia
La Lancia aveva dominato le due precedenti edizioni del campionato con la Lancia Beta Montecarlo Turbo, iscritta tra le vetture silhouette del Gruppo 5. Diretta ancora da Cesare Fiorio, la Lancia Corse aveva intenzione di sviluppare il suo motore turbo, ma il nuovo regolamento attribuiva punti per il titolo costruttori solo ai neonati Gruppo C e Gruppo B e metteva fuori gioco la Beta Montecarlo. La Lancia non aveva un motore competitivo da sport-prototipo Gruppo C, perciò puntò solo al titolo piloti sfruttando il regolamento sportivo FIA che per riempire lo schieramento solo per la stagione 1982, permetteva di schierare ancora (tra gli altri) i prototipi costruiti in base al vecchio regolamento del Gruppo 6, purché avessero una cilindrata inferiore ai 2,0 litri.

## Descrizione
Intorno al motore di 1.425 cm³ (pari a 2 litri grazie al fattore 1,4) della "Montecarlo Gruppo 5" (ma ruotato di 90° per essere montato longitudinalmente) fu costruita una barchetta sport progettata e realizzata dalla Dallara: con telaio a vasca monoscocca convenzionale, era molto leggera - pesava 640 kg (il 25% in meno delle avversarie nel Gruppo C), il che, associato ad una potenza di circa 450 CV le conferiva un ottimo rapporto peso/potenza. Inoltre nel regolamento del Gruppo 6 le minigonne potevano toccare l'asfalto, garantendo un effetto suolo più efficace in frenata e in curva. Le vetture non sottostavano alle limitazioni di consumo delle "Gruppo C", elemento fondamentale ad esempio a Silverstone, nella quale l'esordiente Porsche 956 con i suoi 700 cv fu frenata dall'eccessivo consumo. Il cambio era un Hewland TG 300 di derivazione Formula 1.
Le sospensioni anteriori erano a quadrilateri deformabili, con un singolo braccetto superiore e doppi bracci inferiori, gruppi molla-ammortizzatori esterni e barra antirollio. Al retrotreno quadrilateri deformabili, ma avevano i bracci inferiori più ampi e i gruppi molla-ammortizzatori esterni, come all'avantreno; presente la barra antirollio. I Pirelli, dopo tre anni di collaborazione con Lancia, erano specifici per la vettura sia in gara che in qualifica. La carrozzeria aveva una lunga coda che copriva le ruote posteriori, mentre erano disponibili due versioni del muso: una concava per un maggior carico aerodinamico, per i circuiti lenti, e una convessa per i circuiti veloci.
Come la Beta Montecarlo, anche la LC1 aveva i colori Martini Racing, associato al marchio di sigarette MS. Alettone posteriore in alluminio non verniciato e ruote nero opaco. I numeri di gara 50, 51 e 52 furono mantenuti per tutto il campionato.

## Caratteristiche tecniche
fonte: www.gurneyflap.com
Motore:
N° cilindri: 4
Alesaggio: 82mm
Corsa: 67,5mm
Cilindrata: 1.425,8 cc
Rapporto di compressione: 7,5:1
Turbocompressore: KKK
Potenza massima (in gara): 430 CV a 8500 giri/min (sovralimentazione 1,5 bar)
Potenza massima (in qualifica): 460 CV a 8500 giri/min (sovralimentazione 1,65 bar)
Limitatore: 9300 giri/min
Peso motore: 140 kg
Vettura:
Telaio: monoscocca in alluminio
sospensioni ant.: quadrilateri deformabili
sospensioni post.: quadrilateri deformabili
Freni: Brembo oppure AP
Cambio: Hewland TG300 (manuale a 5 rapporti)
Ruote ant.: 11x16 pollici
Ruote post.: 15,5x19 pollici
Dimensioni:
Lunghezza: 4700 mm
Passo: 2500 mm
Carreggiata ant.: 1470 mm
Carreggiata post.: 1344 mm
Peso: 665 kg
Distribuzione pesi: 40% ant./60% post.
Serbatoio benz.: 99,7 litri
Esemplari prodotti:
4, di cui 1 distrutto in un incidente in gara e 3 ancora in condizioni di marcia

## La stagione 1982
Cesare Fiorio riconfermò i piloti della stagione precedente: Riccardo Patrese, Michele Alboreto, Teo Fabi e Piercarlo Ghinzani.
La prima gara fu la 1000 km di Monza del 18 aprile, dove le vetturea muso concavo si qualificarono in prima fila. Quella di Patrese/Alboreto condusse la gara per quattro ore, prima di ritirarsi per colpa dello spinterogeno difettoso, e l'altra vettura fu rallentata due volte a causa degli pneumatici e di una foratura al radiatore, poi sostituito. Alla fine si ritirò a causa dello spinterogeno.
Alla 6 Ore di Silverstone (16 maggio), data la conformazione del tracciato, fu utilizzato il muso convesso. In qualifica Ghinzani fu il migliore della squadra, secondo dietro la Porsche 956 Gruppo C di Jacky Ickx. Patrese e Alboreto guidarono la prima parte di gara, prima di fermarsi ai box per il cambio delle gomme e la riparazione della coda danneggiata durante un sorpasso. In testa passarono Ghinzani e Fabi per le successive 2 ore finché il motore non si ruppe, lasciando la vittoria a Patrese benché la frizione verso la fine gli si fosse bloccata.
Per la 1000 km del Nürburgring del 30 maggio, che si correva ancora sul Nordschleife, si ritornò al muso concavo per ottenere più carico. Non partecipava lo squadrone ufficiale Porsche: impegnato a preparare la 24 Ore di Le Mans, il marchio tedesco era rappresentato solo da privati. Patrese patì un terribile incidente in prova quando uscì di strada ma ne uscì illeso. A causa dell'incidente, Fiorio rimescolò gli equipaggi, che ora erano Alboreto/Fabi e Ghinzani/Patrese, con quest'ultimo alla guida solo per la parte centrale della gara. Alla partenza Ghinzani scappò via, ma una foratura lo costrinse ai box e alla successiva rimonta, interrotta dalla rottura del cambio. Fiorio allora decise di assegnare a Patrese l'ultimo turno di guida dell'altra vettura ancora in gara, per fargli ottenere punti nel campionato piloti. La vittoria dell'equipaggio Alboreto/Fabi/Patrese portò quest'ultimo a conquistare tre vittorie in tre week-end consecutivi nei due maggiori campionati FIA: il 16 maggio la 6 Ore di Silverstone, il 23 maggio il Gran Premio di Monaco (con la Brabham) e il 30 maggio la 1000 km del Nürburgring.
Nel week-end del 19-20 giugno si tenne la 24 Ore di Le Mans e la squadra Lancia Corse schierò le sue vetture a muso convesso dotato di fari e installando un'ala posteriore specifica, con minore deportanza e maggior penetrazione, alla ricerca della velocità massima sul lunghissimo rettilineo dell'Hunaudières. Patrese/Ghinzani/Heyer sulla nº50 e Alboreto/Fabi/Stommelen sulla nº51.
Dopo essersi qualificati in quarta e quinta posizione, problemi alla pompa della benzina per entrambe le vetture fecero sì che la gara cominciasse in salita. Alboreto rimase fermo un'ora lungo il circuito prima di riuscire a riportare l'auto ai box, mentre Patrese perse quasi un'ora ai box per risolvere il problema: dopo un'ora di gara le due Lancia erano 52ª e 53ª e avevano percorso un solo giro. Alboreto, Fabi e Stommelen continuarono a gareggiare per altre sette ore, ma si ritirarono col motore esploso mentre erano 26esimi. Patrese, Ghinzani e Heyer tennero un ritmo forsennato per 15 ore, ma il turbo li tradì quando erano al 22º posto. La tripletta Porsche fece recuperare quasi del tutto lo svantaggio in classifica.
Il 5 settembre ricominciò il campionato: 4 gare in 6 settimane. A Spa-Francorchamps per la 1000 km le Lancia LC1 dovettero inchinarsi alle Porsche 956, che siglarono una doppietta con Jacky Ickx/Jochen Mass e Derek Bell/Vern Schuppan e lasciarono a Patrese e Fabi il terzo posto; Alboreto e Ghinzani si ritirarono, fermandosi lungo il tracciato senza carburante a causa dell'indicatore della benzina difettoso.
Due settimane dopo si svolse la 1000 km del Mugello, a cui le Porsche ufficiali non presero parte e dove furono invece le Lancia a dettar legge: primi Ghinzani e Alboreto e secondi Alessandro Nannini e Corrado Fabi, fratello di Teo; al terzo posto Bob Wollek, Hans Heyer e Henri Pescarolo sulla Porsche 936C del team Joest Racing.
Il 3 ottobre si tenne in Giappone la 6 Ore del Fuji: in prova le prestazioni delle vetture ufficiali si equivalsero, ma in gara la Lancia furono rallentate da diversi inconvenienti. Vinsero Ickx/Mass, con Teo Fabi e Patrese secondi a due giri.

### L'epilogo
Il 17 ottobre ebbe luogo l'ottava e ultima gara: la 1000 km di Brands Hatch. La Porsche aveva già in tasca il titolo costruttori e non era intenzionata ad iscriversi alla gara, ma il suo pilota Ickx era ancora in competizione con Patrese per quello piloti e li convinse a gareggiare. Sotto il diluvio che afflisse il week-end di gara si fecero notare in prova le Ford C100, seguite in griglia dalle Lancia di Patrese/Fabi al 3º posto e di Alboreto/Ghinzani al 4°. Al via della corsa le Ford presero subito il comando e in questa fase iniziale le due vetture americane corsero affiancate, con lo scopo di restare entrambe fuori dalla nube d'acqua sollevata da chi precede, ma le due vetture si eliminarono a vicenda, carambolando in mezzo alla pista e costringendo il direttore di gara a sospenderla: Ickx aveva circa 6,3 secondi di vantaggio su Patrese.
Alla ripartenza Hans Stuck guidava la gara con la sua Sauber, seguito dalla Ford C100 di Marc Surer, dalla Porsche 935 del britannico John Fitzpatrick, da Ickx, da Bob Wollek sulla Porsche 936C e da Teo Fabi, mentre Alboreto era attardato. Smise di piovere, ma la pista era bagnatissima e nel volgere di pochi giri le due vetture in lotta per il titolo si portarono in testa, ma la Porsche consumava di più e un rifornimento in più le impose di recuperare un ritardo di oltre un minuto su un tracciato che andava asciugandosi e la cui aderenza cambiava di giro in giro. Ickx iniziò una rimonta forsennata e transitò sotto la bandiera a scacchi con un ritardo di solo 1,6 secondi e quindi vinse la gara per somma di tempi con 4,7 secondi di vantaggio: il primo titolo mondiale piloti Endurance andò a Jacky Ickx (95 punti), Patrese secondo con 87 punti.

## La stagione 1983
Il Campionato mondiale Endurance 1983 non permetteva più alle vetture di Gruppo 6 di competere, così i tre telai rimanenti (il telaio nº1 fu distrutto nell'incidente al Nürburgring) delle LC1 furono convertiti in Gruppo C. Per regolamento la carrozzeria fu trasformata in coupé e il peso minimo fu portato da 640 kg a 810 kg, con lo stesso motore dell'anno precedente, perdondo così il vantaggio in termini di agilità e rapporto peso/potenza. Furono portati in gara dalla Scuderia Sivama Motors e affidati principalmente a Oscar Larrauri e Massimo Sigala, ma, visti gli scarsi risultati (il migliore fu il 5º alla 1000 km del Nürburgring), a fine stagione furono riportati allo stato originale e venduti a collezionisti.